# 土師政雄

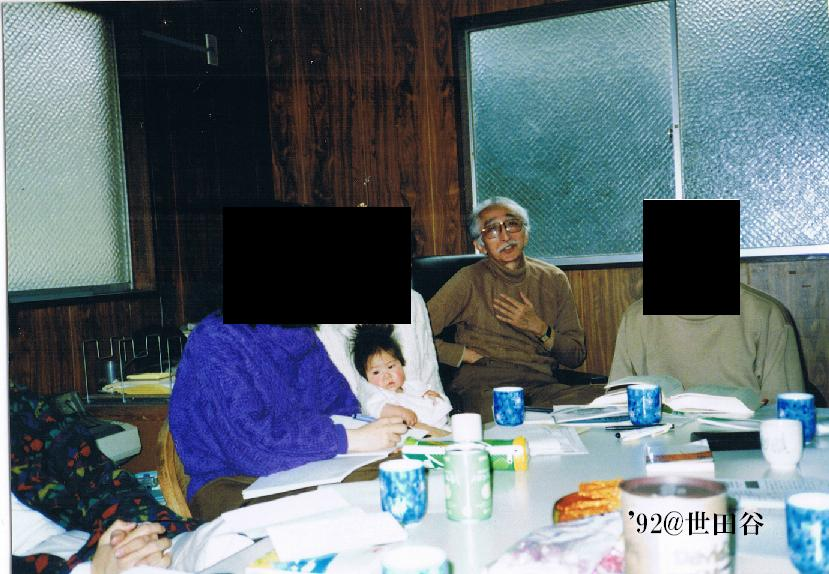
世田谷自宅離れにて

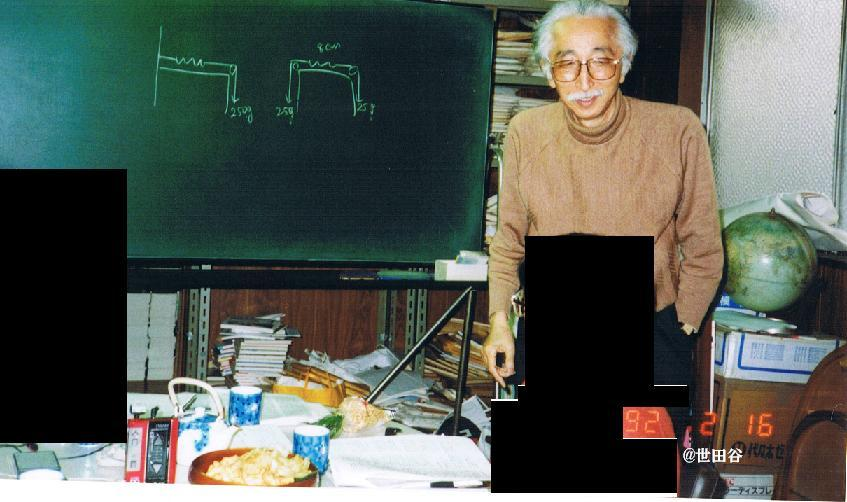
世田谷自宅離れにて

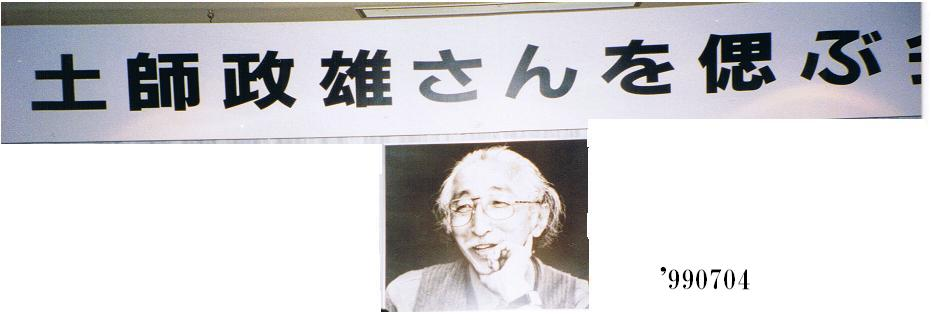
土師さんを偲ぶ会

土師 政雄（はじ まさお、1925年9月27日 - 1998年6月9日）は、日本の政治運動家（市民運動）、予備校講師（数学）、評論家。野見隆介名義での著作もある。東京大学工学部卒業。
小田実、吉川勇一らとともに「ベトナムに平和を!市民連合」（ベ平連）で活動していたことでも知られる。また水道方式をめぐる算数・数学教育の評論、活動家としても有名。

## 人物
同時期に代々木ゼミナール、河合塾、駿台予備学校の三大予備校を併任で教壇に立った稀有な経歴をもち、通信添削Z会の数学主任としても受験指導を行った。また、長年にわたり、代ゼミで「ベーシック数学ゼミ」を担当し、旺文社の「大学受験ラジオ講座」の講師も務めた。旺文社の『基礎問題精講』『標準問題精講』シリーズや、増進会出版社の『トレーニング』シリーズ、アレフ社の『微積分演習』『代数幾何演習』『行列』『積分』『整数』などを執筆。
現代の学校教育に疑問を呈し、若者が受験戦争を勝ち抜くために良い点数を取る方法のみを求め、学ぶこと、知識を得ることの本質を見失っている、と嘆いていた。
世田谷にあった自宅離れを若者たちに開放し、「微積分の会」、「脱・学校の会」などを主催。権威振らない気さくで優しい人柄で慕われ、沢山の若者達が集った。自宅離れに若者達が集まっていると静かに現れ、お気に入りの椅子に座り、年齢差など関係なく誰とでも親しく話した。悩んでいる若者や居場所が無い若者の相談にものっていた。土師好きが高じて、土師宅の傍にアパートを借りて足繁く通う者も居た。当時は余り普及していなかったパソコンPC-9801やMacintoshなどを使い、コピー機などと共に無償で若者達の会報の発行などにも利用させていた。
1998年死去。墓地は、東京・港区の青山墓地青山墓地内、「西16通り10本目右折、三つ目」という区画にある。
評論には、『反「数学教育」論』（アレフ社、 ISBN 4-7524-1012-5）、『高校無用の大学進学法』などがある。

## エピソード
- 旧制一高（現・東大教養学部）卒だが、「その経歴を就職などに利用した事がない。」というのが自慢であった。
- 愛妻家で、病弱な夫人を大切にしていた。
- 若い時に結核を患い完治したが、時々しわがれ声や咳をしたりしていた。